# Divico (cépage)
Pour les articles homonymes, voir Divico (homonymie).
Le Divico N est un cépage noir d'origine suisse.

## Origine
Il est issu d'un croisement de Gamaret X Bronner, réalisé par Jean-Laurent Spring à l'Agroscope de Changins en 1997. Le nom du cépage est issu du nom du chef helvète historique.

### Historique
Un des pôles exploré actuellement par l'Agroscope de Changins est la création de cépages résistants aux maladies de la vigne (mildiou, oïdium, pourriture grise) et capable de s'adapter aux futurs changements climatiques. La création du Divico suit donc logiquement cette direction, étant lui-même un « descendant » du Gamaret.
Le premier clone (sous le nom de code IRAC 2091) a été sélectionné sur plus de 30 000 individus en raison de ses aptitudes de résistances ainsi que ses qualités organoleptiques.

## Aptitudes

### Technologiques
La résistance au mildiou de Divico se manifeste par sa capacité à synthétiser rapidement des stilbènes toxiques contre le mildiou.
Le divico se classe dans les cépages très résistants (classe 1), produisant de grandes quantités de viniférine et de ptérostilbène,.

## Sources